# K-Bahn
| Spurweite: | 1435 mm (Normalspur) |                                                               |                                                               |
| Stromsystem: | 750 V =              |                                                               |                                                               |
| |                      |                                                               |                                                               |
| \| \| \| Kehranlage \| \| \| \| Beginn des Dreischienengleises \| \| \| \| Krefeld, Rheinstraße Endstation U 70 U 76 \| \| \| \| Krefeld, Dreikönigenstraße nur Linien der Straßenbahn Krefeld \| \| \| \| Krefeld Hbf \| \| \| \| Straßenbahnstrecke nach Krefeld Rheinhafen \| \| \| \| Ende des Dreischienengleises \| \| \| \| Linksniederrheinische Strecke \| \| \| \| Dießem \| \| \| \| 1856–1866 \| \| \| \| Königshof \| \| \| \| Fischeln \| \| \| \| KR-Grundend \| \| \| \| Stadtgrenze Krefeld/Meerbusch \| \| \| \| Kehrgleis in Mittellage \| \| \| \| Meerbusch-Görgesheide \| \| \| \| 1856–1866 \| \| \| \| Linksniederrheinische Strecke \| \| \| \| ehem. Wendeschleife \| \| \| \| Hoterheide \| \| \| \| Kamperweg \| \| \| \| Bovert \| \| \| \| Kehrgleis in Mittellage \| \| \| \| Haus Meer \| \| \| \| ehem. Strecke der Linie M aus Moers (bis 1958) \| \| \| \| Forsthaus (bis 1990 „Haus Meer“) \| \| \| \| Meerbusch-Büderich Landsknecht \| \| \| \| Stadtgrenze Meerbusch/Düsseldorf \| \| \| \| Wendeschleife (nicht zur HVZ und samstags ab 14:30) \| \| \| \| geplante Stammstrecke 5 (U81) \| \| \| \| D-Lörick Endstation U 76 \| \| \| \| Löricker Straße \| \| \| \| Lohweg \| \| \| \| U 77 von Endstation Am Seestern \| \| \| \| Prinzenallee \| \| \| \| Heerdter Sandberg \| \| \| \| Comenius-Gymnasium ehemals Rheinbahnhaus \| \| \| \| Wendeschleife \| \| \| \| Strecke von Neuss U 75 \| \| \| \| Belsenplatz \| \| \| \| Barbarossaplatz \| \| \| \| Luegplatz \| \| \| \| Oberkasseler Rheinbrücke \| \| \| \| Tonhalle/Ehrenhof \| \| \| \| Hofgartenrampe \| \| \| \| Strecke von Duisburg U 78 U 79 \| \| \| \| Heinrich-Heine-Allee \| \| \| \| Steinstraße/Königsallee \| \| \| \| Oststraße \| \| \| \| Düsseldorf Hauptbahnhof Endstation U 78 \| \| \| \| Strecke nach Holthausen/Universität U 76 U 79 \| \| \| \| Handelszentrum/Moskauer Straße U 70 nur Richtung KR \| \| \| \| Strecke nach Eller U 75 U 77 \| \| \| \| Kehranlage U 70 \| |                      |                                                               |                                                               |
| |                      | Kehranlage                                                    |                                                               |
| U-Bahn-Strecke |                      | Beginn des Dreischienengleises                                | Beginn des Dreischienengleises                                |
| U-Bahn-Bahnhof |                      | Krefeld, Rheinstraße Endstation U 70 U 76                     | Krefeld, Rheinstraße Endstation U 70 U 76                     |
| U-Bahn-Haltepunkt / Haltestelle |                      | Krefeld, Dreikönigenstraße nur Linien der Straßenbahn Krefeld | Krefeld, Dreikönigenstraße nur Linien der Straßenbahn Krefeld |
| U-Bahn-Haltepunkt / Haltestelle |                      | Krefeld Hbf                                                   | Krefeld Hbf                                                   |
| U-Bahn-Abzweig geradeaus und nach links |                      | Straßenbahnstrecke nach Krefeld Rheinhafen                    | Straßenbahnstrecke nach Krefeld Rheinhafen                    |
| U-Bahn-Strecke |                      | Ende des Dreischienengleises                                  | Ende des Dreischienengleises                                  |
| Strecke quer · U-Bahn-Kreuzung mit Eisenbahn geradeaus unten · Abzweig quer und ehemals von rechts |                      | Linksniederrheinische Strecke                                 | Linksniederrheinische Strecke                                 |
| U-Bahn-Haltepunkt / Haltestelle · Strecke (außer Betrieb) |                      | Dießem                                                        | Dießem                                                        |
| U-Bahn-Abzweig mit Eisenbahn geradeaus und ehemals von links · Strecke nach rechts (außer Betrieb) |                      | 1856–1866                                                     | 1856–1866                                                     |
| U-Bahn-Haltepunkt / Haltestelle |                      | Königshof                                                     | Königshof                                                     |
| U-Bahn-Haltepunkt / Haltestelle |                      | Fischeln                                                      | Fischeln                                                      |
| U-Bahn-Bahnhof |                      | KR-Grundend                                                   | KR-Grundend                                                   |
| U-Bahn-Grenze |                      | Stadtgrenze Krefeld/Meerbusch                                 | Stadtgrenze Krefeld/Meerbusch                                 |
| |                      | Kehrgleis in Mittellage                                       |                                                               |
| U-Bahn-Haltepunkt / Haltestelle |                      | Meerbusch-Görgesheide                                         | Meerbusch-Görgesheide                                         |
| Strecke von links (außer Betrieb) · U-Bahn-Abzweig mit Eisenbahn geradeaus und ehemals nach rechts |                      | 1856–1866                                                     | 1856–1866                                                     |
| Abzweig quer und ehemals nach rechts · U-Bahn-Kreuzung mit Eisenbahn geradeaus oben · Strecke quer |                      | Linksniederrheinische Strecke                                 | Linksniederrheinische Strecke                                 |
| |                      | ehem. Wendeschleife                                           |                                                               |
| U-Bahn-Bahnhof |                      | Hoterheide                                                    | Hoterheide                                                    |
| U-Bahn-Haltepunkt / Haltestelle |                      | Kamperweg                                                     | Kamperweg                                                     |
| U-Bahn-Haltepunkt / Haltestelle |                      | Bovert                                                        | Bovert                                                        |
| |                      | Kehrgleis in Mittellage                                       |                                                               |
| U-Bahn-Bahnhof |                      | Haus Meer                                                     | Haus Meer                                                     |
| U-Bahn-Abzweig geradeaus und ehemals von links |                      | ehem. Strecke der Linie M aus Moers (bis 1958)                | ehem. Strecke der Linie M aus Moers (bis 1958)                |
| U-Bahn-Haltepunkt / Haltestelle |                      | Forsthaus (bis 1990 „Haus Meer“)                              | Forsthaus (bis 1990 „Haus Meer“)                              |
| U-Bahn-Haltepunkt / Haltestelle |                      | Meerbusch-Büderich Landsknecht                                | Meerbusch-Büderich Landsknecht                                |
| U-Bahn-Grenze |                      | Stadtgrenze Meerbusch/Düsseldorf                              | Stadtgrenze Meerbusch/Düsseldorf                              |
| |                      | Wendeschleife (nicht zur HVZ und samstags ab 14:30)           |                                                               |
| U-Bahn-Kreuzung (Querstrecke außer Betrieb) |                      | geplante Stammstrecke 5 (U81)                                 | geplante Stammstrecke 5 (U81)                                 |
| U-Bahn-Bahnhof |                      | D-Lörick Endstation U 76                                      | D-Lörick Endstation U 76                                      |
| U-Bahn-Haltepunkt / Haltestelle |                      | Löricker Straße                                               | Löricker Straße                                               |
| U-Bahn-Haltepunkt / Haltestelle |                      | Lohweg                                                        | Lohweg                                                        |
| U-Bahn-Abzweig geradeaus und von links |                      | U 77 von Endstation Am Seestern                               | U 77 von Endstation Am Seestern                               |
| U-Bahn-Bahnhof |                      | Prinzenallee                                                  | Prinzenallee                                                  |
| U-Bahn-Haltepunkt / Haltestelle |                      | Heerdter Sandberg                                             | Heerdter Sandberg                                             |
| U-Bahn-Haltepunkt / Haltestelle |                      | Comenius-Gymnasium ehemals Rheinbahnhaus                      | Comenius-Gymnasium ehemals Rheinbahnhaus                      |
| |                      | Wendeschleife                                                 |                                                               |
| U-Bahn-Abzweig geradeaus und von rechts |                      | Strecke von Neuss U 75                                        | Strecke von Neuss U 75                                        |
| U-Bahn-Bahnhof |                      | Belsenplatz                                                   | Belsenplatz                                                   |
| U-Bahn-Haltepunkt / Haltestelle |                      | Barbarossaplatz                                               | Barbarossaplatz                                               |
| U-Bahn-Haltepunkt / Haltestelle |                      | Luegplatz                                                     | Luegplatz                                                     |
| U-Bahn-Brücke über Wasserlauf |                      | Oberkasseler Rheinbrücke                                      | Oberkasseler Rheinbrücke                                      |
| U-Bahn-Bahnhof |                      | Tonhalle/Ehrenhof                                             | Tonhalle/Ehrenhof                                             |
| U-Bahn-Tunnelanfang |                      | Hofgartenrampe                                                | Hofgartenrampe                                                |
| U-Bahn-Abzweig geradeaus und von links (im Tunnel) |                      | Strecke von Duisburg U 78 U 79                                | Strecke von Duisburg U 78 U 79                                |
| U-Bahn-Bahnhof (im Tunnel) |                      | Heinrich-Heine-Allee                                          | Heinrich-Heine-Allee                                          |
| U-Bahn-Bahnhof (im Tunnel) |                      | Steinstraße/Königsallee                                       | Steinstraße/Königsallee                                       |
| U-Bahn-Bahnhof (im Tunnel) |                      | Oststraße                                                     | Oststraße                                                     |
| U-Bahn-Bahnhof mit S-Bahn-Halt (im Tunnel) |                      | Düsseldorf Hauptbahnhof Endstation U 78                       | Düsseldorf Hauptbahnhof Endstation U 78                       |
| U-Bahn-Abzweig quer und von links (im Tunnel) · U-Bahn-Abzweig geradeaus und nach rechts (im Tunnel) |                      | Strecke nach Holthausen/Universität U 76 U 79                 | Strecke nach Holthausen/Universität U 76 U 79                 |
| U-Bahn-Strecke (im Tunnel) · U-Bahn-Bahnhof (im Tunnel) |                      | Handelszentrum/Moskauer Straße U 70 nur Richtung KR           | Handelszentrum/Moskauer Straße U 70 nur Richtung KR           |
| U-Bahn-Strecke nach links (im Tunnel) · U-Bahn-Abzweig geradeaus, nach links und von rechts (im Tunnel) |                      | Strecke nach Eller U 75 U 77                                  | Strecke nach Eller U 75 U 77                                  |
| |                      | Kehranlage U 70                                               |                                                               |

K-Bahn ist die umgangssprachliche Bezeichnung der heutigen Stadtbahn-Strecke von Düsseldorf über Meerbusch-Büderich und -Osterath nach Krefeld. Sie ging 1898 in Betrieb und galt seinerzeit als die „erste elektrische Schnellzugkleinbahn Europas“. Rückblickend ist sie die erste deutsche Schnellstraßenbahn. Der Name K-Bahn stammt von der jahrzehntelang verwendeten Linienbezeichnung „K“ für Krefeld ab, die erst 1980 nach Einführung des VRR durch Ziffern ersetzt wurde.

## Geschichte

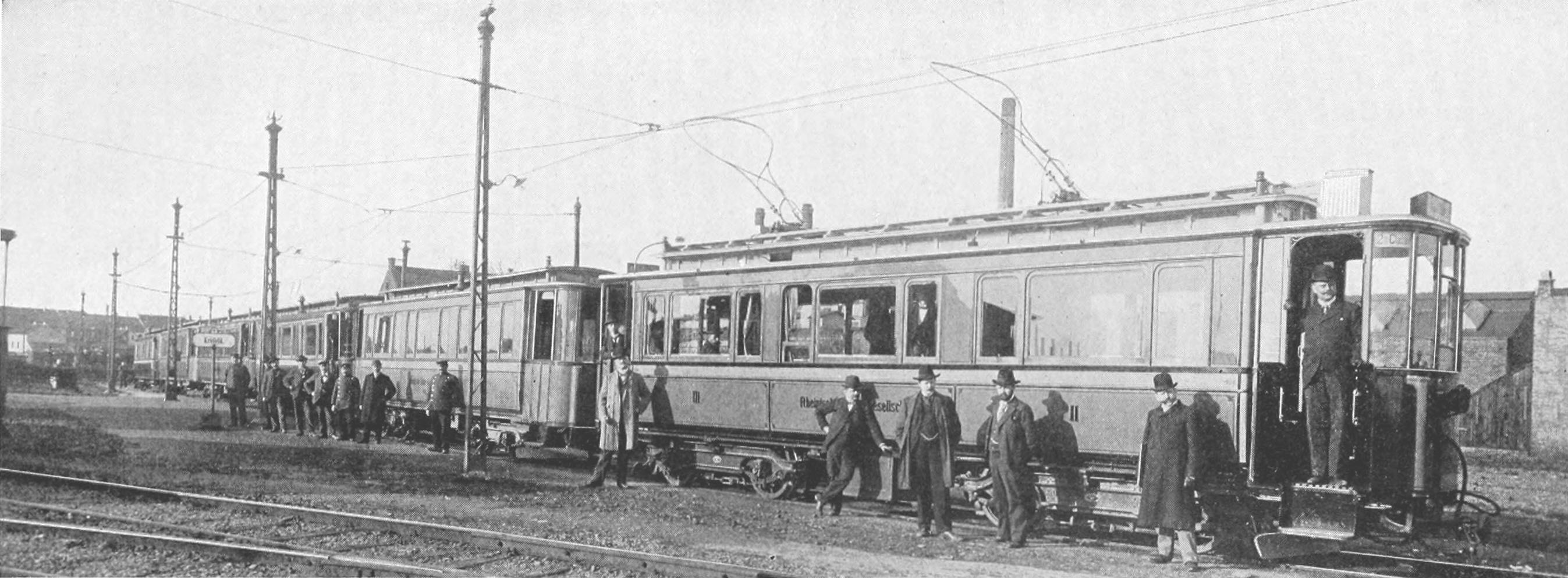
Zug der Kleinbahn Düsseldorf-Krefeld

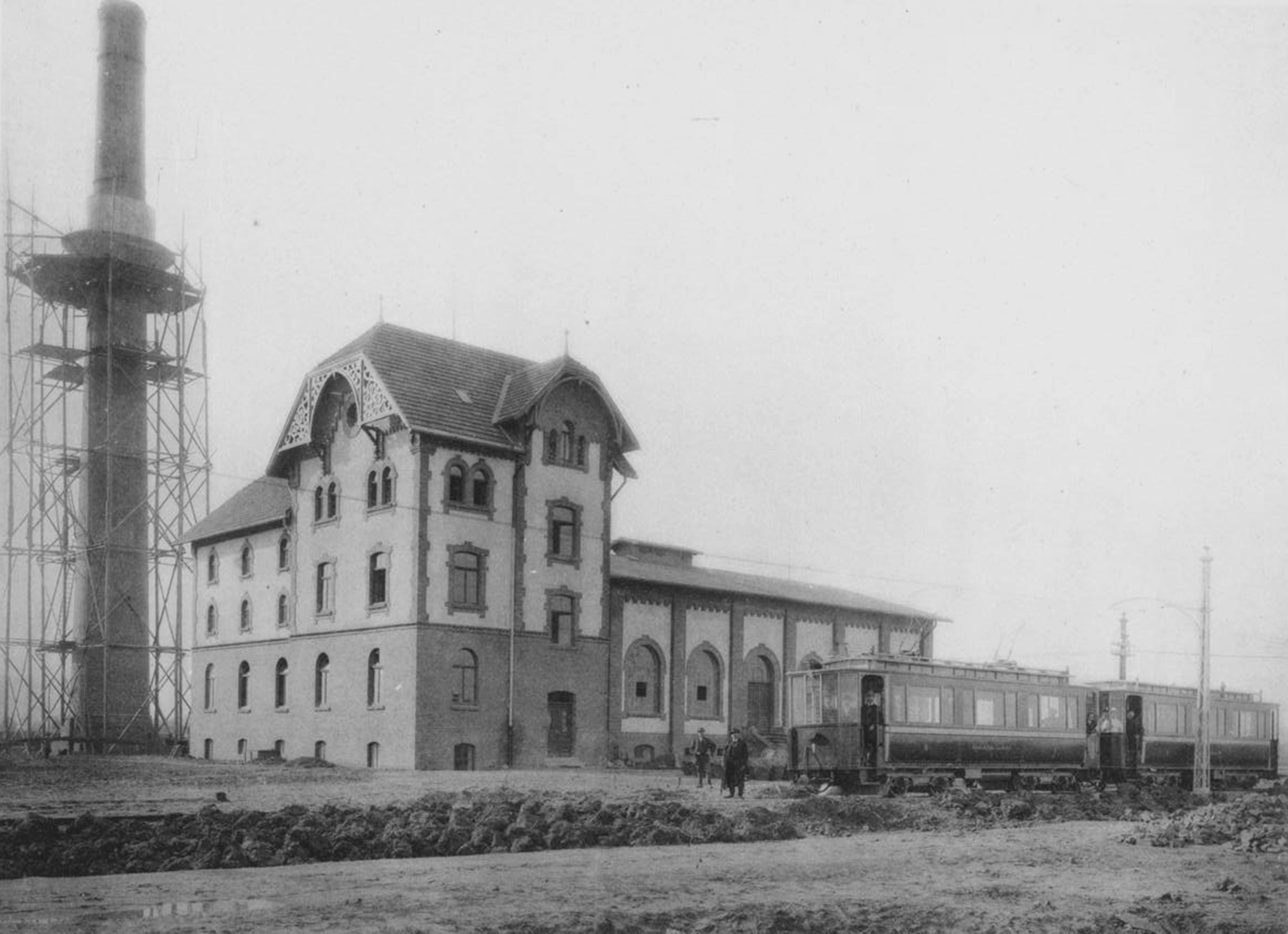
Elektrisches Kraftwerk für die Kleinbahn Düsseldorf-Krefeld (1898), heute Hansaallee 9

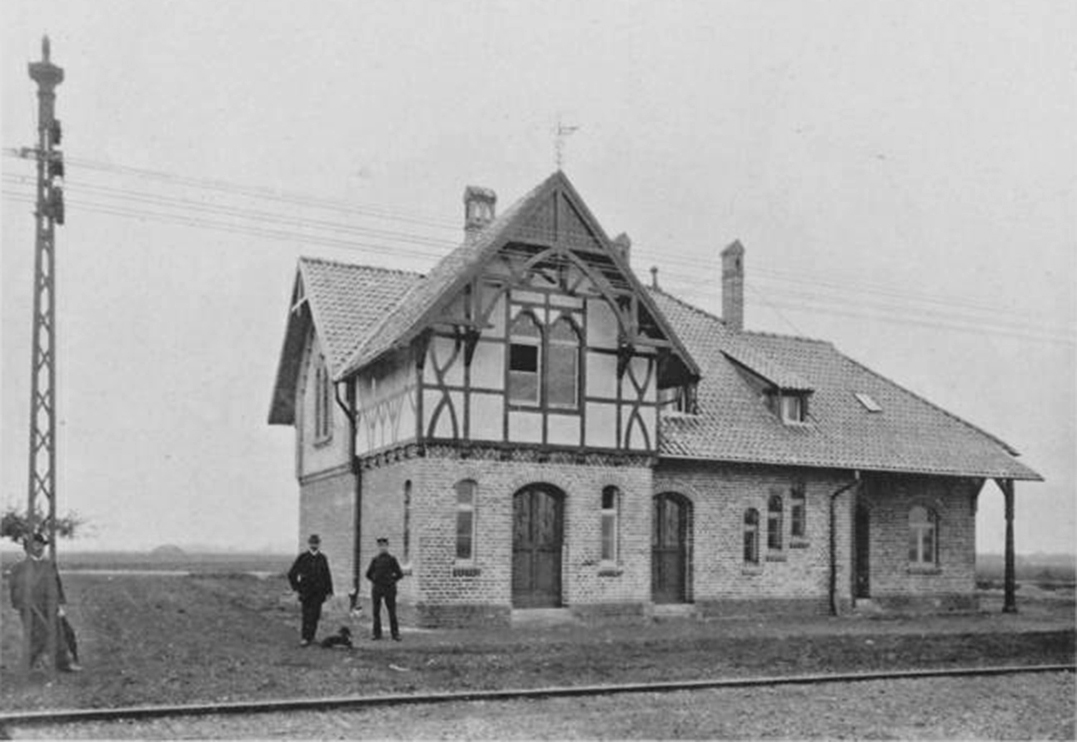
Forsthaus Meer (1898)

Am 15. Dezember 1898 wurde von der 1896 gegründeten Rheinische Bahngesellschaft AG, kurz Rheinbahn, die in Normalspur gebaute Kleinbahnstrecke in Betrieb genommen, nachdem mit dem Bau der Oberkasseler Brücke eine feste Überquerung des Stromes auf der Schiene möglich wurde. Zwischen Meerbusch-Osterath und Krefeld nutzt die K-Bahn die Trasse des knapp 40 Jahre vor Eröffnung der K-Bahn stillgelegten ursprünglichen Abschnittes der linksniederrheinischen Strecke, welche hier von 1856 bis 1866 in Betrieb war.
Nach Verlassen des Düsseldorfer Stadtgebiets führt die innerhalb der Stadt als Straßenbahn eingestufte Strecke hauptsächlich auf eigenem Bahnkörper als Überlandstraßenbahn. Auch die Stationen in den Vororten sind stets außerhalb angelegt worden. Diese erkennt man noch heute an den anliegenden Gasthäusern und den dazugehörigen kleinen Empfangsgebäuden. Die Trasse wurde sowohl für Personen- als auch für Güterverkehr genutzt. Das Netz der Rheinbahn wurde bald um abzweigende Strecken nach Neuss und Moers ergänzt.
Die Rheinbahn bezeichnete in den frühen Jahren ihre Linien mit Buchstaben:
- A: Düsseldorf – Krefeld
- B: Düsseldorf – Neuss
- C: Düsseldorf – Moers
- D: Meerbusch – Handweiser

Die Bahnen trugen diesen Buchstaben gut sichtbar an der Vorderseite.
Nach der Vereinigung von Rheinbahn und Städtischer Straßenbahn wurde dieses Schema abgeändert. Die Fernlinien wurden weiterhin mit Buchstaben bezeichnet, wobei der Anfangsbuchstabe des jeweiligen Zielortes verwendet wurde. Somit wurden aus den Linien A und C die Linien
- K: Düsseldorf – Krefeld und
- M: Düsseldorf – Moers.

Die Linien B und D wurden als Lokallinien fortan mit Ziffern (16 und 20) bezeichnet.
Die Linienbezeichnung „D“ wurde nach kurzer Zeit für die Fernlinie Düsseldorf–Duisburg verwendet, welche auf die Düsseldorf-Duisburger Kleinbahn zurückgeht.
Weitere Fernlinien der Rheinbahn waren die meterspurigen Linien von Düsseldorf-Benrath nach Wuppertal-Vohwinkel (Linie V) und Solingen-Ohligs (Linie O). Außer den Linien K und D wurden alle anderen Fernlinien in den 1950er und 1960er Jahren stillgelegt und durch Buslinien ersetzt.
1900 wurde die D-Bahn nach Duisburg in Betrieb genommen, zunächst durch eine eigene Gesellschaft betrieben. Mit Vereinigung der Rheinbahn und der Städtischen Straßenbahn kam der Düsseldorfer Abschnitt der Strecke ebenfalls zur Rheinbahn.
Die Linie K hielt nicht an allen Stationen und trug deshalb eine rote Linien- und Zielbeschilderung, im Gegensatz dazu hielt die zusätzliche Straßenbahnlinie 17 an allen Stationen.
Zum 1. Januar 1980 führte die Rheinbahn anlässlich der Gründung des VRR dreistellige Liniennummern für Straßenbahnen und Busse sowie zweistellige Linienbezeichnungen für Schnellverkehrslinien ein. Aus der Linie 10 wurde beispielsweise die Linie 710, aus der Linie K wurde die Linie 76.
Mit der Eröffnung des Innenstadttunnels im Sommer 1988 wurde die Linie 76 zur Stadtbahnlinie und erhielt die neue Linienbezeichnung U76. Zeitgleich wurde die Straßenbahnlinie 710 eingestellt und die U76 hielt nunmehr an allen Stationen. Im Gegenzug wurde die Expresslinie U70 eingeführt.

## Speisewagen
1924 bestellte die Rheinbahn einen Speisewagen und setzte ihn auf der K-Bahn ein. Da die Fahrgäste den Service sehr gut annahmen, wurden vier weitere Speisewagen bestellt. Der Speisewagen wurde zunächst vom Hotel „Breidenbacher Hof“ bewirtschaftet. Später übernahmen Angestellte des Hotels seine Bewirtschaftung in eigener Regie. 1943 wurde der Speisewagenbetrieb kriegsbedingt eingestellt. Nach dem Krieg gab es einige Unterbrechungen. 1949 nahm die Rheinbahn auch auf der Linie D nach Duisburg einen Speisewagenbetrieb auf. 1963 wurde der Service auf der Krefelder Strecke mangels Rentabilität aufgegeben. Seit 1989 fuhren wieder Stadtbahnwagen Typ B mit Bistroabteil auf der Linie U76; zuletzt 2014 führte montags bis freitags jede zweite Stadtbahn einen Bistrowagen mit (40-Minuten-Takt für den Bistrowagen).
Wegen Ablauf des Pachtvertrages endete der Einsatz dieser Bistrowagen am 23. Dezember 2014. Die Rheinbahn versuchte zunächst einen neuen Pächter für das rollende Bistro zu finden. Im September 2016 wurde die bis dahin vergebliche Suche eingestellt; die Wagen sollen zu normalen Stadtbahnwagen umgebaut werden.

## Heutige Situation
Heute wird die ehemalige Kleinbahnstrecke von den Stadtbahnlinien U70, U75, U76 und U77 der Düsseldorfer Rheinbahn befahren. Davon befahren lediglich die Linien U70 und U76 die gesamte 22,6 Kilometer lange Strecke zwischen Düsseldorf Hauptbahnhof und Krefeld, Rheinstraße und sind die wichtigste Anbindung für Meerbusch an die beiden Großstädte. Die U75 zweigt bereits am Belsenplatz in Richtung Neuss ab, während die U77 an der Prinzenallee zum Seestern abzweigt.
Die U76 ist die Hauptlinie und verkehrt werktags zwischen Lörick und Hauptbahnhof meist in einem 10-Minuten-Takt, abends und am Sonntag viertelstündlich. Der übrige Abschnitt bis nach Krefeld wird nur durch jeden zweiten Zug befahren (20-Minuten-Takt/30-Minuten-Takt). Die Schnellverkehrslinie U70 dient der Entlastung des Berufsverkehrs und beschleunigt diesen durch Auslassen einiger Halte. Sie fährt morgens und abends jeweils in beide Richtungen im 20-Minuten-Takt.
Eine Fahrt über die gesamte Strecke dauert mit der U76 45 Minuten, mit der U70 41 Minuten. In Düsseldorf fährt die K-Bahn zwischen Tonhalle und Hauptbahnhof im Tunnel. An der Haltestelle Haus Meer befindet sich ein großzügiger Park+Ride-Parkplatz. Diese Anlage einschließlich der Haltestelle wurde am 27. September 1990 eröffnet. Die existierende Station Haus Meer bekam am Tag der Eröffnung ihren bereits 1898 festgelegten Namen Forsthaus (ursprünglich Meerer Forsthaus) zurück. Das Gasthaus an dieser Station trägt jedoch weiterhin den Namen Haus Meer.
Seit 6. Januar 2019 (Fahrplanwechsel) hält die Entlastungslinie U70 im linksrheinischen Düsseldorf nicht mehr am Luegplatz, sondern zugunsten der dortigen Berufspendler an der Prinzenallee. Auch der Halt in Fischeln wurde aufgrund der geringen Nähe zum Grundend durch einen Halt in Königshof ersetzt, der sich in Laufweite eines Schulzentrums befindet.
Seit 8. Januar 2024 fährt die U76 weiter bis Holthausen und ersetzt auf diesem Streckenabschnitt die Linien U74 und U77.
Zwischen den Haltestellen Krefeld Hbf und Krefeld Rheinstraße teilt sich die K-Bahn mit der Straßenbahn Krefeld ein Dreischienengleis. Die auf der Strecke liegende Haltestelle Dreikönigenstraße wird hierbei von der U70/U76 nicht bedient.